# Dormitář

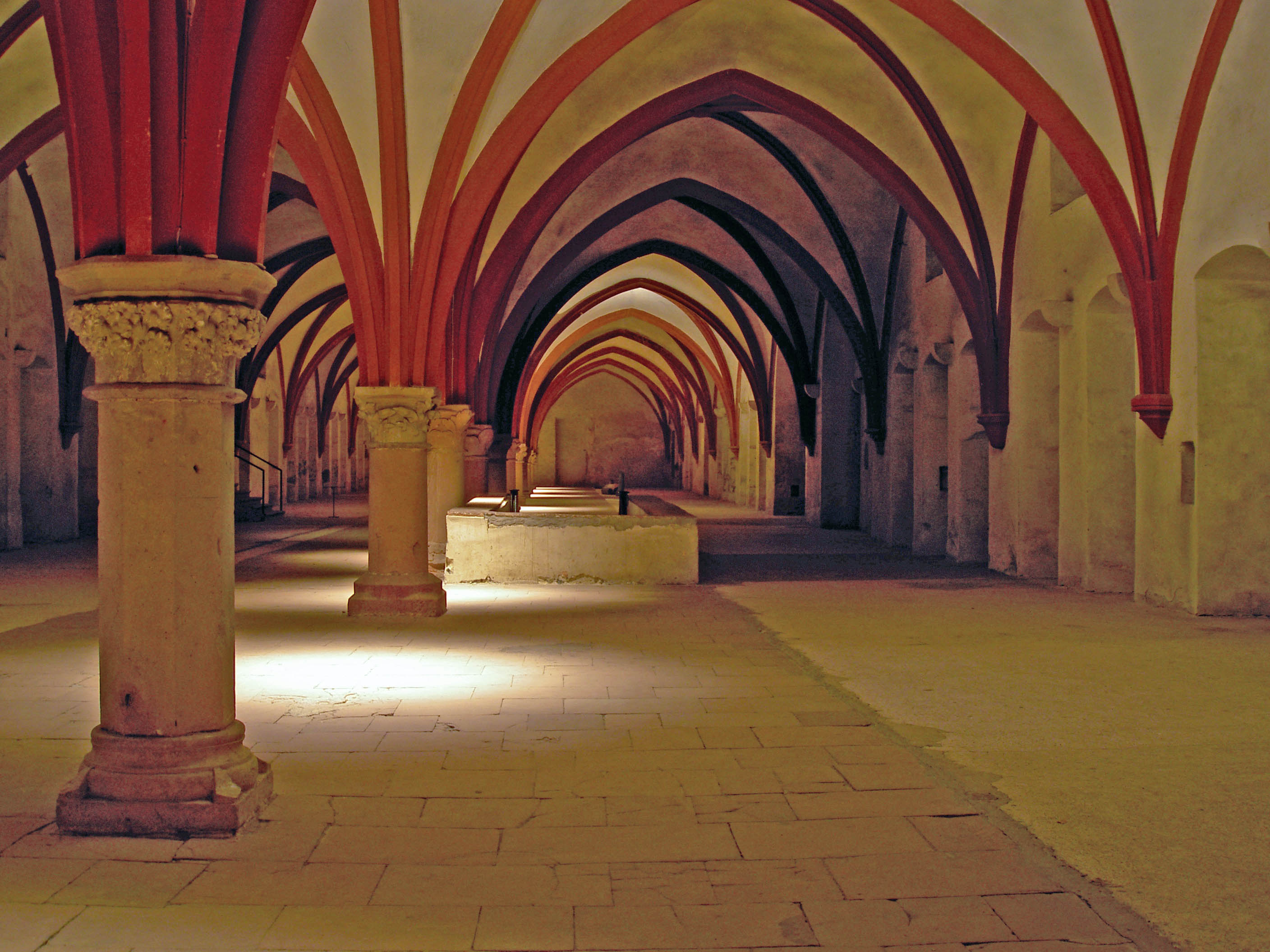
Dormitář kláštera v německém Eberbachu

Dormitářem (latinsky dormitorium) nazýváme společnou ložnici mnichů nebo jeptišek v klášteře. Později, zejména po souhlasu papeže Martina V. se zrušením dormitáře u benediktinů v roce 1419, byl u některých řádů nahrazován jednotlivými celami. Dormitář pak v baroku mohl označovat část kláštera s celami.
Typicky býval umístěn v prvním patře východního křídla kláštera a mohl z něho být přístup přímo do kostela, aby se mniši mohli ihned po probuzení odebrat k ranní modlitbě.